# Трулстра, Анна Шерп
Анна Шерп Трулстра (нидерл. Anne Sjerp Troelstra; 10 августа 1939 года, Мартенсдейк — 7 марта 2019 года, Мёйдерберг) — нидерландский математик и логик, профессор Амстердамского университета (Институт логики, языка и информатики), специалист по математической логике, интуиционизму, основаниям математики.
Родился в деревне в провинции Утрехт, учился в гимназии Лоренца в Эйндховене, с 1957 года — на математическом факультете Амстердамского университета, после окончания которого занимал должность ассистента. В 1966 году защитил докторскую диссертацию под руководством Аренда Гейтинга на тему «Интуиционистская общая топология». Благодаря этой теме он ближе познакомился с понятием континуальности в интуиционистской математике. Постдокторантуру проходил в Стенфордском университете под руководством Георга Крайзеля. В 1968 году в Университете штата Нью-Йорк в Стоуни-Бруке прочитал серию из 10 лекции по интуиционистской логике, материалы которых легли в основу его первой книги, опубликованной в 1969 году и содержащей ядро идей об интуиционистких формальных системах. Вернувшись на родину в 1968 году стал доцентом, а затем, заняв место Гейтинга, ординарным профессором чистой математики и оснований математики в Амстердамском университете. В 1976 году избран членом Королевской академии наук и искусств Нидерландов.

## Сочинения
- Troelstra A. S. Principles of intuitionism: lectures presented at the summer conference on intuitionism and proof theory (1968) at SUNY at Buffalo, NY. 1969. 111 p.
- Troelstra A. S. (ed.). Metamathematical investigation of intuitionistic arithmetic and analysis. — Berlin, Heidelberg : Springer Berlin Heidelberg, 1973.
- Troelstra A.S., van Dalen D. Constructivism in Mathematics, Vol 1. 1988. 355 p.
- Troelstra A. S. Lectures on linear logic. — 1992.
- Troelstra A. S., Schwichtenberg H. Basic proof theory. — Cambridge University Press, 2000. — №. 43.